# Frédéric Martel
Frédéric Martel (Châteaurenard, cerca de Aviñón, 28 de octubre de 1967) es un escritor, sociólogo y periodista francés especialmente conocido por Le Rose et le noir : les homosexuels en France depuis 1968 (Seuil, 1996), De la culture en Amérique (Gallimard, 2006) y Cultura Mainstream: cómo nacen los fenómenos de masas (Taurus, 2010), en cuyas páginas hace un análisis de cómo funciona la industria global del entretenimiento, es decir, los fenómenos mainstream. Su investigación Sodoma. Poder y escándalo en el Vaticano, (2019), publicado en ocho idiomas explora la homosexualidad en el seno del Vaticano.

## Biografía
Martel tiene un doctorado en sociología y varios grados en filosofía, ciencias sociales, derecho público y ciencia política.
Ha tenido una prolongada carrera en la administración pública francesa,  ejerció el cargo de administrador de proyectos para la Embajada Francesa en Rumania (1990-1992), en el año 1992 trabajó en el Ministerio de Cultura y más adelante se desempeñó como consejero del primer ministro, Michel Rocard (1993-1994). También trabajó para el Ministerio de Trabajo y Asuntos Sociales francés bajo la gestión de Martine Aubry como uno de sus consejeros políticos más allegados (1997-2000). Del  2001 al 2005 fue encargado cultural de la Embajada Francesa en Estados Unidos. 
Ha sido becario visitante en la Universidad de Harvard y Universidad de Nueva York (2004–2006). También ha escrito y escribe para numerosas publicaciones entre las que destacan  Magazine Littéraire ,  L'Express ,  Dissent ,  The Nation  y  Slate .
Publicó varias investigaciones sobre Nicolas Sarkozy y reveló un escándalo relacionado con la fundación de Carla Bruni para Marianne y L'Express. La investigación generó diversos artículos y fue recogida en la portada del diario "Le Monde"  tras la dimisión del director ejecutivo de una de las principales agencias de las Naciones Unidas. El blogger de "Plus" Christophe Caron lo describe como uno de los periodistas de izquierda más virulentos, especialmente contra Carla Bruni. La investigación fue confirmada en 2015 tras los archivos y revelaciones de la Secretaria de Estado de Estados Unidos, Hillary Clinton.
Investigador asociado al Instituto Nacional del Audiovisual en 2009-2010 fundó en octubre de 2010 el sitio web inaglobal.fr sobre industrias creativas y medios. Es también el fundador en octubre de 2007 del portal de libros e ideas nonfiction.fr que ha dirigido hasta diciembre de 2015. También produce su propio programa de radio llamado “Soft Power", un programa semanal sobre entretenimiento, medios y los “Internets” que gestiona la emisora de radio pública nacional francesa France Culture. 
Como investigador ha sido director de investigaciones en el Instituto de relaciones internacionales y estratégicas (IRIS, París) entre 2012-2014, encargado de misión en el ministerio de cultura (2013-2016) e investigador asociado al CERI (Centre de Recherches Internationales, Sciences-Po Paris), entre 2016-2018. Actualmente es senior researcher fellow en la Universidad de las Artes de Zúrich.

## Trayectoria política
Ha participado en política desde la universidad (fue el representante de la facultad de Aviñón en la coordinación estudiantil de París durante la movilización contra el Proyecto de Ley Devaquet en 1986), fue miembro de los Clubes del Foro junto a Manuel Valls, quien presidió el club, y Benoît Hamon, entonces miembro de Unef-ID (próximo al PS) y el Mouvement des jeunes socialistes (hasta 1994). Él mismo se reivindica como miembro de la segunda izquierda evocada por Michel Rocard en el congreso socialista de Nantes en 1977, con quien trabajó.
En 2007, suscribió el llamamiento de 150 intelectuales para apoyar a Ségolène Royal contra Nicolas Sarkozy, en Le Nouvel Observateur, "contra un derecho de arrogancia", por "una izquierda de esperanza". Desde 2015 hasta 2017, fue miembro del consejo científico de Wikimedia Francia.

## Vida personal
Frederic Martel se ha declarado abiertamente homosexual.
El 9 de septiembre de 2016 el antiguo ministro de Cultura Fréderic Mitterrand fue condenado a pagar 5000 euros más intereses por injurias a Fréderic Martel, vertidas en su libro La Récréation.

## Reconocimientos
- Caballero de la Orden de las Artes y de las Letras. (2014)[14]

## Libros y documentales televisivos
- Philosophie du droit et philosophie politique d'Adolphe Thiers, LGDJ, 1995  (su tesis en leyes publicado como un libro en LGDJ Press)
- The Pink and the Black, Homosexuals in France since 1968, Le Seuil, 1996 (Le Seuil, 1996 ; traducido al inglés en Estados Unidos por Jane Marie Todd de prensa de la Universidad de Stanford 1999, ISBN 0-8047-3274-4)
- La longue marche des gays, colección «Découvertes Gallimard» (n° 417), 2002
- Theater, Sur le déclin du théâtre en Amérique et comment il peut résister en France, La Découverte, 2006
- De la culture en Amérique (Gallimard, 2006 Premio Francia-América 2007, traducido al japonés y polaco)
- Cultura Mainstream, la cultura que gusta a todo el mundo… en todo el mundo (Editor: Flammarion, marzo de 2010 traducido a doce idiomas y países: Alemania, Japón, China, España, Polonia, México, Corea del Sur, Brasil, Italia…).[15][16]
- J'aime pas le sarkozysme culture (Contra la cultura Sarkozy, Flammarion, 2012).
- Global Gay, una investigación sin precedentes alrededor del mundo sobre la cuestión gay.  (Flammarion, 2012, traducido en España e Italia, adaptado como un documental TV Global Gay, premio ganador de cine que recibió el "Grand Prix" por la Organización Mundial Contra la Tortura, OMCT, en Génova, 2014.)
- Smart, Una importante investigación sobre el terreno que ilumina los rostros dispersos de la revolución digital (Stock, 2014, el libro está por ser traducido a ocho idiomas y en 15 países diferentes).
- Sodoma. Poder y escándalo en el Vaticano (2019)

La película Yves Jeuland's, Bleu, Blanc, Rose fue basada en la novela The Pink and the Blackde Frédéric Martel (emitido en France 3, Televisión Pública Nacional) además Frédéric Martel ha codirigido el documentario de la culture en Amérique con Frédéric Laffont (emitido en Arte, Televisión Francesa-Alemana) y Global Gay con Rémi Lainé (2014).